# École Southridge
 (avril 2018).
L'École Southridge (en anglais Southridge School) est une école privée K–12 située dans le sud de Surrey, en Colombie-Britannique. Elle est une école mixte qui prépare les étudiants pour l'université, constituant des étudiants aussi loin que Richmond et Ladner, ainsi que des étudiants de South Surrey et White Rock.

## Campus
Le campus à Southridge constitue deux bâtiments principaux : l'École Junior (Junior School) et l'École Sénior (Senior School). Chaque bâtiment est séparé et inclut sa propre bibliothèque, gymnase, laboratoires scientifiques, ateliers, d'artiste, salles de musique, salle informatique, et Grande Salle (Great Hall). L'École Sénior abrite aussi un laboratoire d'arts média, une salle de musculation, un studio de forme physique et une cafétéria. En plus de ses bâtiments de première classe, il y a trois terrains de sport naturels et un terrain de sport artificiel.